# 国道160号

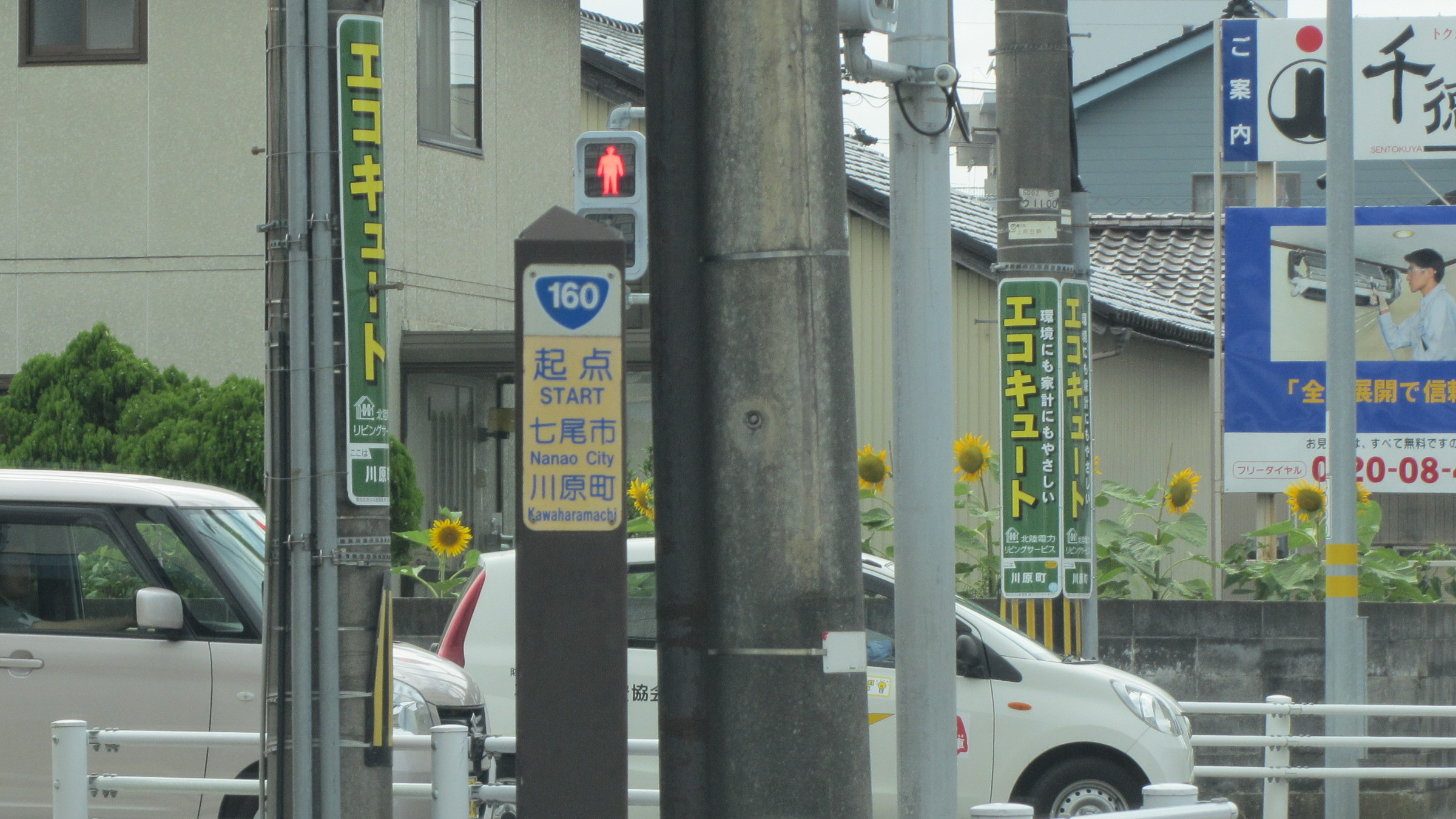
国道160号 起点ポスト
石川県七尾市 川原町交差点

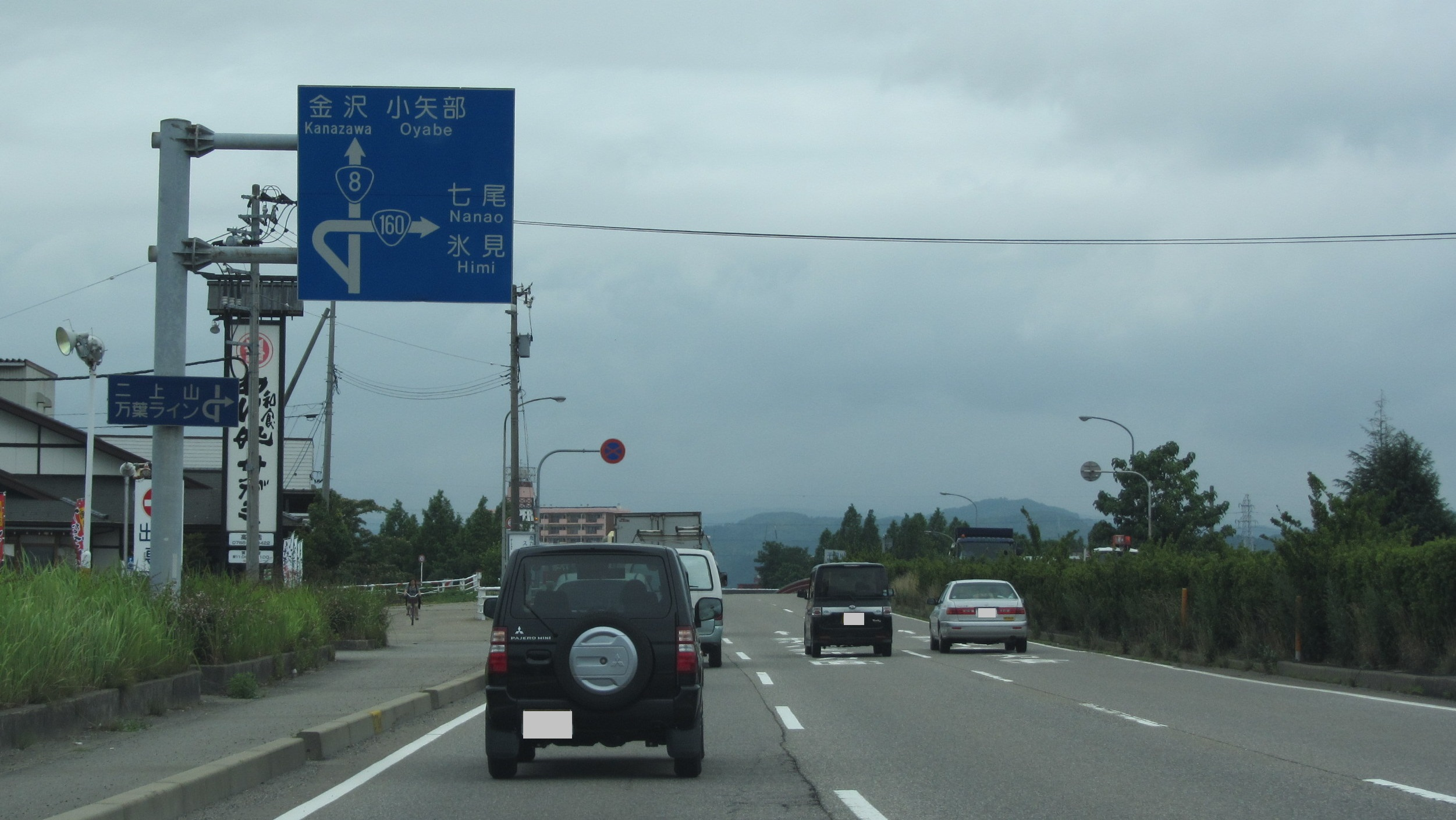
国道160号 終点
富山県高岡市 四屋IC

国道160号（こくどう160ごう）は、石川県七尾市から富山県高岡市に至る一般国道である。

## 概要

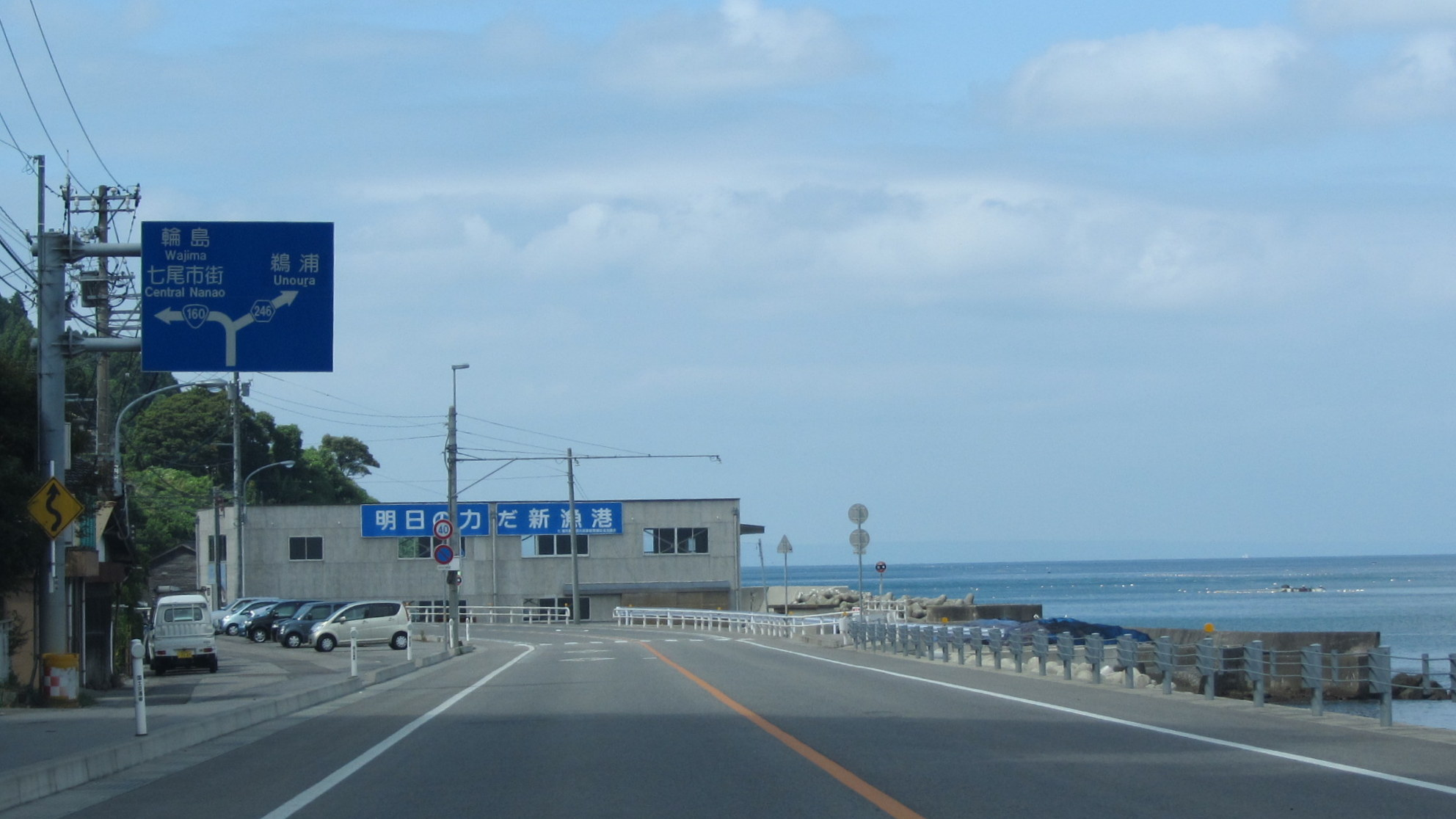
灘浦海岸沿いを通る国道160号
石川県七尾市百海町

多くの区間で風光明媚な富山湾や、灘浦海岸沿岸を通っており、湾を挟んで立山が見えることから能登立山シーサイドラインの愛称が付されている。

### 路線データ
一般国道の路線を指定する政令に基づく起終点および重要な経過地は次のとおり。
- 起点：七尾市（川原町交差点 = 国道159号・国道249号起点）
- 終点：高岡市（四屋IC = 国道8号交点）
- 重要な経過地 : 氷見市
- 総延長：45.3 km（富山県 26.2 km、石川県 19.1 km）[3][注釈 2]
- 重用延長 : なし[3][注釈 2]
- 未供用延長 : なし[3][注釈 2]
- 実延長 : 45.3 km（富山県 26.2 km、石川県 19.1 km）[3][注釈 2]
  - 現道 : 45.3 km（富山県 26.2 km、石川県 19.1 km）[3][注釈 2]
  - 旧道 : なし[3][注釈 2]
  - 新道 : なし[3][注釈 2]
- 指定区間：七尾市川原町18番 - 高岡市四屋855番1（全線）[4]

## 歴史
- 1953年（昭和28年）5月18日 - 二級国道160号七尾高岡線（七尾市 - 高岡市）として指定施行[5]。
- 1965年（昭和40年）4月1日 - 道路法改正により一級・二級区分が廃止されて一般国道160号として指定施行[2]。
- 1965年度（昭和40年度） - 氷見市新町（現・中央町） - 氷見市小竹間が指定区間に指定され、国の直轄管理となる[6]。
- 1968年度（昭和43年度） - 氷見市脇 - 氷見市新町（現・中央町）間が指定区間に指定され、国の直轄管理となる[6]
- 1971年（昭和46年）5月 - 愛称が『能登立山シーサイドライン』に決定する[7]。同年度中、全線の舗装工事が完了した[8]。
- 1977年（昭和52年）10月26日 - 長慶寺バイパスが開通し、四屋インターチェンジが終点となる。同時に海老坂峠 - 守山間の改良も完成[9]。
- 1979年（昭和54年）11月22日 - 氷見高岡道路（氷見市下田子 - 高岡市四屋間6.3 km）が開通[10]。
- 1996年（平成8年）12月6日 - 氷見バイパス全線開通[11]

## 路線状況

### バイパス
- 氷見バイパス
- 長慶寺バイパス（1977年（昭和52年）10月26日開通[9]）

### 道路施設

#### 橋梁
- 富山県
  - 守山橋（高岡市）

#### 道の駅
- 石川県
  - いおり（七尾市）

## 地理

### 通過する自治体
- 石川県
  - 七尾市
- 富山県
  - 氷見市 - 高岡市

### 交差する道路
- 国道159号（石川県七尾市）
- 国道249号（石川県七尾市）
- 国道415号（富山県氷見市）
- 国道8号（富山県高岡市）

## ギャラリー

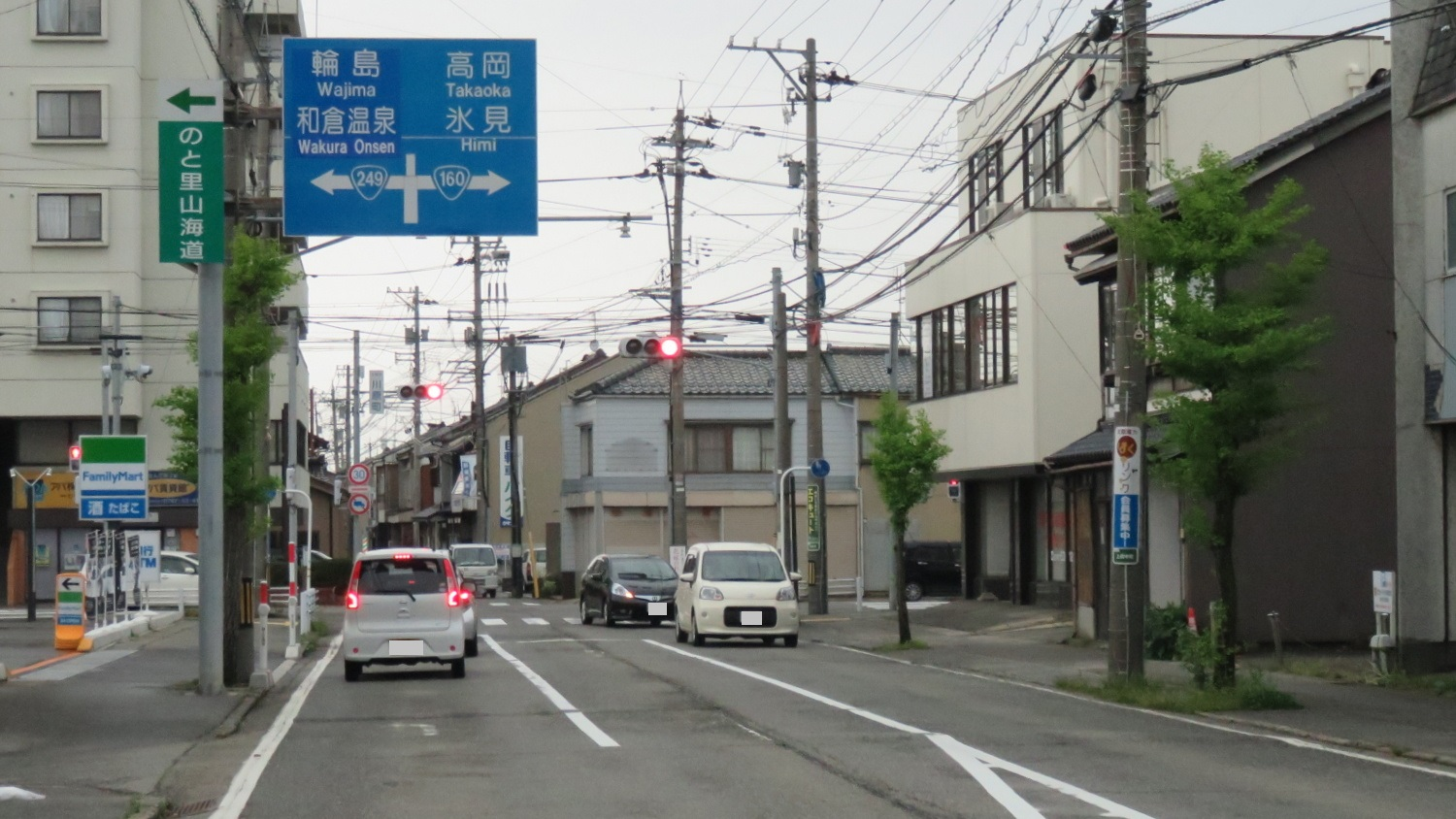
起点の川原町交差点 石川県七尾市川原町
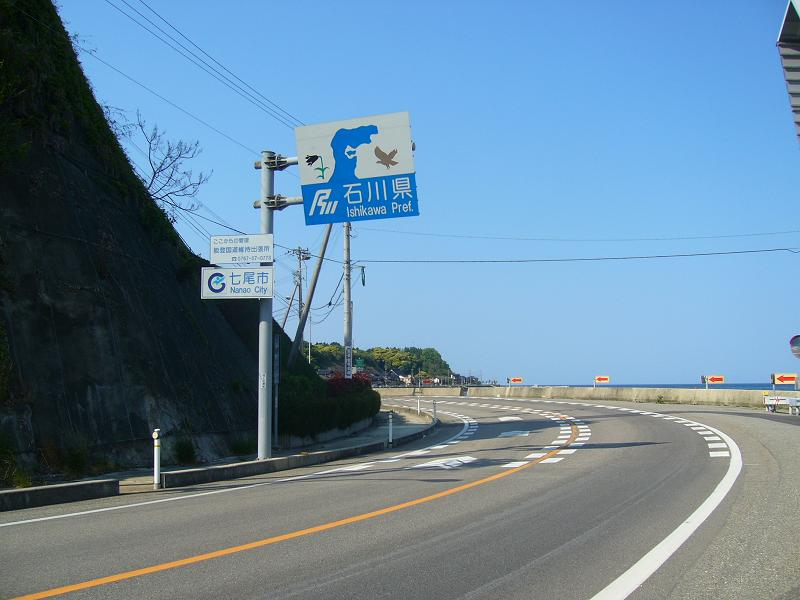
石川県境付近 石川県七尾市大泊町
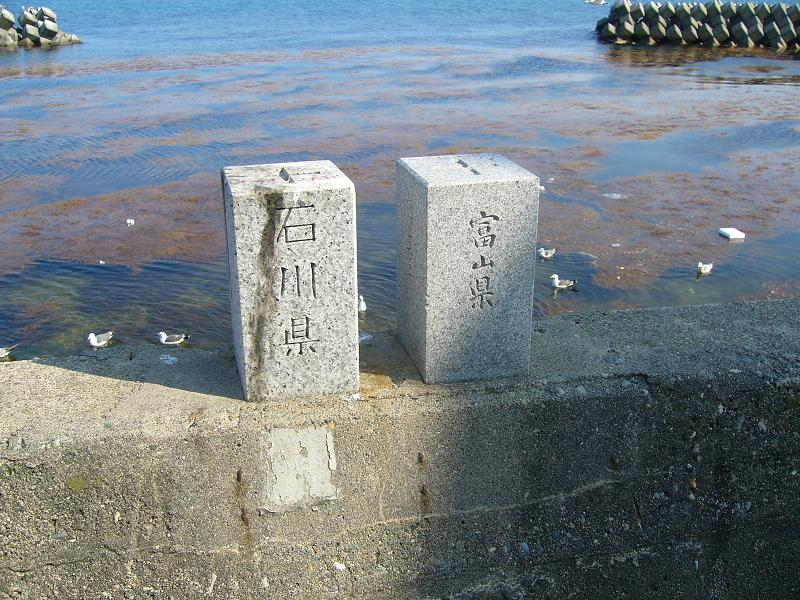
石川県と富山県の県境
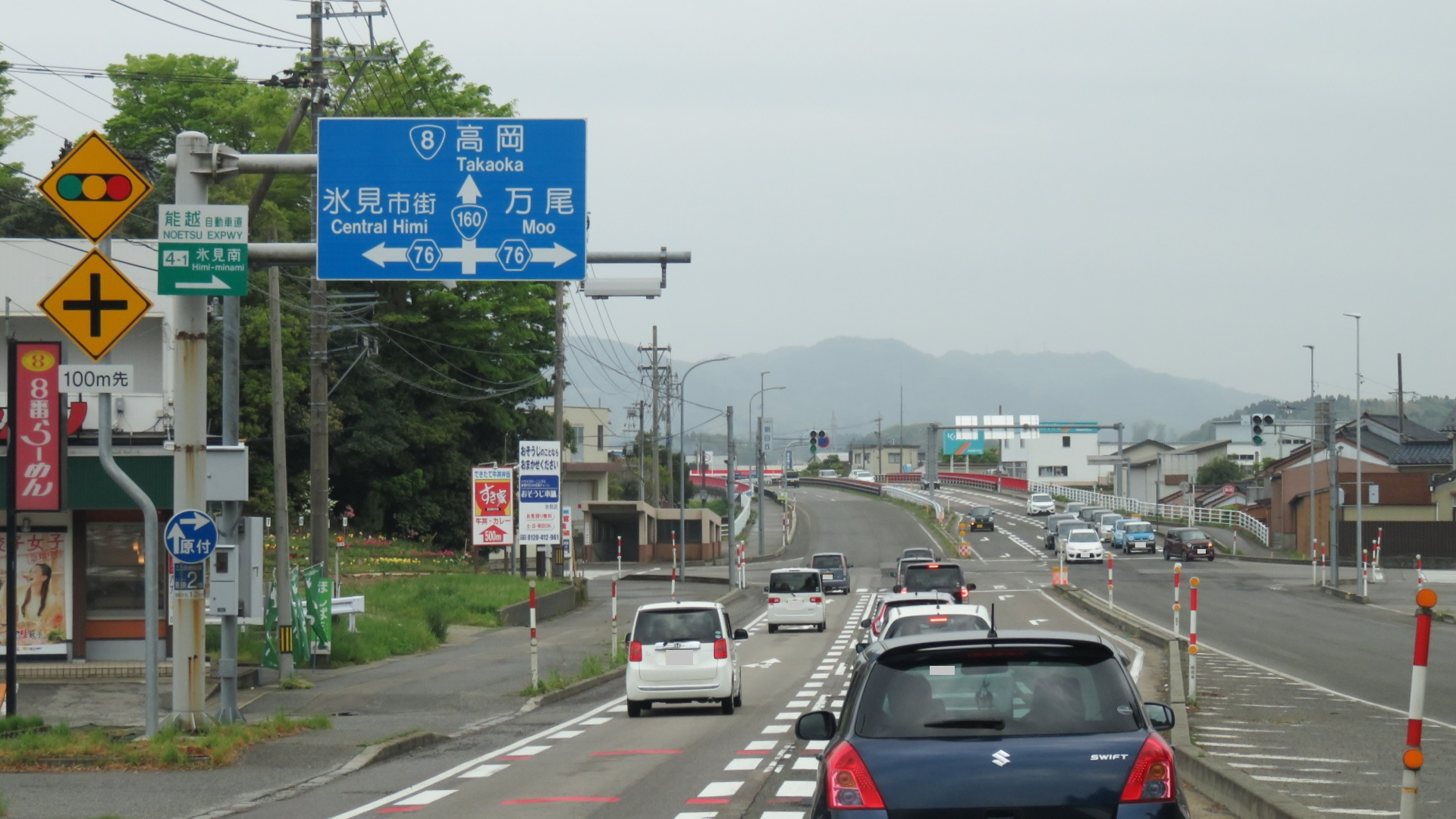
富山県氷見市朝日丘